# Vilșanîțea, Tîsmenîțea
Vilșanîțea (în ucraineană Вільшаниця) este o comună în raionul Tîsmenîțea, regiunea Ivano-Frankivsk, Ucraina, formată numai din satul de reședință.

## Demografie
Componența lingvistică a comunei Vilșanîțea
     Ucraineană (99,77%)
     Alte limbi (0,23%)
Conform recensământului din 2001, majoritatea populației comunei Vilșanîțea era vorbitoare de ucraineană (99,77%), existând în minoritate și vorbitori de alte limbi.